# Metacapnodium
Metacapnodium is een geslacht van schimmels dat behoort tot de familie Metacapnodiaceae. De typesoort is Metacapnodium juniperi.

## Soorten
Volgens Index Fungorum telt het geslacht 15 soorten (peildatum januari 2022):
| Soortnaam                     | Auteur(s)                                                                           | Publicatiejaar |
| ----------------------------- | ----------------------------------------------------------------------------------- | -------------- |
| Metacapnodium adamantinum     | S. Hughes & T.J. Atk.                                                               | 2012           |
| Metacapnodium crassum         | (Pat.) S. Hughes                                                                    | 1981           |
| Metacapnodium dennisii        | S. Hughes                                                                           | 1977           |
| Metacapnodium dingleyae       | S. Hughes                                                                           | 1981           |
| Metacapnodium ericophilum     | (Link) D. Hawksw. & S. Hughes                                                       | 2013           |
| Metacapnodium fraserae        | (S. Hughes) S. Hughes                                                               | 1976           |
| Metacapnodium gemmiferum      | S. Hughes & T.J. Atk.                                                               | 2012           |
| Metacapnodium guava           | (Cooke) S. Hughes                                                                   | 1981           |
| Metacapnodium juniperi        | (W. Phillips & Plowr.) Speg.                                                        | 1918           |
| Metacapnodium moniliforme     | (L.R. Fraser) S. Hughes                                                             | 1976           |
| Metacapnodium neesii          | (S. Hughes) Sugiy. & Hosoya                                                         | 2020           |
| Metacapnodium quinqueseptatum | (M.E. Barr) S. Hughes                                                               | 1972           |
| Metacapnodium smilacinum      | (J.M. Mend.) S. Hughes                                                              | 1981           |
| Metacapnodium spongiosum      | S. Hughes & Sivan.                                                                  | 1984           |
| Metacapnodium succinum        | (Dörfelt, A.R. Schmidt & J. Wunderl.) Rikkinen, Dörfelt, A.R. Schmidt & J. Wunderl. | 2003           |